# Quim Masferrer
Joaquim Masferrer i Cabra, más conocido como Quim Masferrer, (San Felíu de Buxalleu, Gerona (España), 22 de junio de 1971) es un actor y director de teatro, guionista, presentador de televisión y monologuista español. Ha colaborado y presentado diferentes programas de televisión y radio dentro de las cadenas de TV3, RAC 1 y Catalunya Ràdio por los que ha ganado diferentes premios a nivel nacional. Es también el fundador de Teatre de Guerrilla.

## Biografía
Nacido en San Felíu de Buxalleu, en 1998 fundó la compañía teatral Teatre de Guerrilla. Masferrer es el director y el autor de todos los espectáculos de la compañía. Ha dirigido y protagonizado programas televisivos y radiofónicos por las cadenas catalanas TV3, RAC 1 y Catalunya Ràdio y ha participado activamente en otros programas conjuntamente con Albert Om (El club, Tv3) o Sílvia Cóppulo (El secreto, Catalunya Ràdio) entre otros. Durante la temporada 2005-06 participó en el programa de Tv3 Cazadores de setas.
En 2006, Quim Masferrer protagonizó con el resto de integrantes de Teatro de Guerrilla, Carles Xuriguera y Rafel Faixedas, el programa de humor Villaguerrilla, emitido en TV3. Además, fue el guionista y presentador de la ceremonia de los III Premios Gaudí.
El 25 de septiembre de 2013 estrenó el programa El foraster, una idea extraída del programa danés Comedy on the Edge, donde el actor descubre los pueblos más pequeños de Cataluña. Quim Masferrer fue el encargado de presentar, con Ana Boadas, las campanadas de TV3 para dar la bienvenida al 2014.
En 2014 presentó, con Mònica Terribas, el Maratón de TV3 contra las enfermedades del corazón.
En 2015 fue padre de una hija con la periodista Xantal Llavina. 

## Trabajos realizados

### Teatro[5]
| Año  | Representación           | Función                 |
| ---- | ------------------------ | ----------------------- |
| 1991 | Si et sents buit         | Autor, director y actor |
| 1993 | El procés del progrés    | Autor, director y actor |
| 1995 | Destemps                 | Actor                   |
| 1997 | La moderna               | Autor, director y actor |
| 1998 | Teatre Total (TdG)       | Autor y director        |
| 1999 | Som y serem (TdG )       | Autor, director y actor |
| 2000 | El directe (TdG)         | Autor, director y actor |
| 2003 | EEUUROPA (TdG )          | Autor y director        |
| 2006 | Somos lo que somos (TdG) | Autor, director y actor |
| 2008 | FUM(TdG)                 | Autor, director y actor |
| 2009 | FUM(TdG)                 | Autor, director y actor |
| 2010 | El Xarlatan (TdG)        | Autor, director y actor |
| 2011 | El Charlatán (TdG)       | Autor, director y actor |
| 2012 | TEMPS (TdG)              | Autor, director y actor |

### Televisión
| Año  | Programa                  | Función                 | Cadena |
| ---- | ------------------------- | ----------------------- | ------ |
| 2000 | Casting                   | Presentador             | TV3    |
| 2000 | Fiesta de la Paz          | Presentador             | TV3    |
| 2000 | Sarau del 2000            | Presentador             | TV3    |
| 2000 | Romans a la catalana      | Colaborador             | TV3    |
| 2001 | Haciendo Amigos           | Presentador             | TV3    |
| 2001 | John Wayne, las películas | Presentador             | TV3    |
| 2002 | Siete por la noche        | Participación           | TV3    |
| 2004 | El club                   | Colaborador             | TV3    |
| 2005 | Caçadors de bolets        | Presentador             | TV3    |
| 2006 | Villaguerrilla            | Presentador             | TV3    |
| 2007 | Can Fanga                 | Participador            | TV3    |
| 2011 | Premios Gaudí de 2011     | Guionista y presentador | TV3    |
| 2013 | El foraster               | Presentador             | TV3    |

## Premios y reconocimientos
| Año  | Premio                                                               | Galardón por:                          | Entregado por:                                         |
| ---- | -------------------------------------------------------------------- | -------------------------------------- | ------------------------------------------------------ |
| 1999 | Premio Santo Miquel del Público                                      | Teatro Total                           | Feria de Teatro en la Calle de Tàrrega                 |
| 2000 | 1r pulse mejor espectáculo                                           | Som i serem                            | XXVI Premio Ciutat de Terrassa                         |
| 2000 | Premio al mejor actor                                                | Som i serem                            | XXVI Premio Ciutat de Terrassa                         |
| 2000 | Premio a los planteamientos teatrales                                | Teatre Total                           | IV Muestra de Teatro Breve de Barcelona                |
| 2000 | Premio de la Institución de las letras Catalanas                     | Teatre Total                           | Institución de las letras catalanas                    |
| 2000 | Pulse revelación de la temporada 1999-2000 de la Crítica barcelonesa | Som i Serem, Teatre Total i El Directe | Crítica teatral de Barcelona                           |
| 2001 | Pulse Moscas de la Información                                       | Programas televisivos                  | Colegio de Periodistas de Girona                       |
| 2002 | Pulses ARCO                                                          | Trilogía de teatro de Guerrilla        | Asociación de agentes y promotores de ARCO             |
| 2013 | Premio Popular del Público                                           | TEMPS                                  | Asociación de Espectadores Teatro de Montcada i Reixac |
| 2014 | Pulse 'Galardón 1924' en el mejor programa televisivo                | El Foraster                            | Radio Asociación de Cataluña                           |